# Андреевская волость (Змиевской уезд)
Андре́евская во́лость (на 1885 год — Ново-Борисоглебская) — историческая административно-территориальная единица Змиевского уезда Харьковской губернии с центром в слободе Андреевка (тогда Ново-Борисоглебск).
По состоянию на 1885 год состояла из 11 поселений, 9 сельских общин. Население 8711 человек (4346 лиц мужского пола и 4365 — женского), 1674 дворовых хозяйства.
|                       | Площадь, десятин | В том числе пахотной, десятин |
| --------------------- | ---------------- | ----------------------------- |
| Сельских общин        | 14030            | 13504                         |
| Частной собственности | 10048            | 4543                          |
| Другой собственности  | 132              | 69                            |
| В целом               | 24210            | 18116                         |

Крупнейшие поселения волости по состоянию на 1885 год:
- Ново-Борисоглебск (Андреевка), государственная слобода при реке Северский Донец, 1208 дворов, 6160 жителей, 2 церкви, школа, богадельня, 2 постоялых двора, 13 лавок, базар, 5 ярмарок в год: 25 марта, 9 мая, 20 июля, 8 сентября и 26 октября. В 7 верстах — винокуренный завод, в 5 верстах — свеклосахарный и кирпичный заводы.
- Волчий Яр, государственная слобода при реке Балаклейка, 180 дворов, 1039 жителей, церковный приход, лавка.
- Копанка (Новосёловка), при реке Северский Донец, 29 дворов, 169 жителей, винокуренный завод.
- Мало-Ивановка, при реке Балаклейка, 59 дворов, 322 жителя, паровая мельница.
- Пришиб, слобода при реке Балаклейка, 113 дворов, 554 жителя, церковный приход, лавка.

Крупнейшие поселения волости по состоянию на 1914 год:
- слобода Андреевка — 11 663 жителя.
- село Волчий Яр — 1 745 жителей.

Старшиной волости был Закора Тихон Григорьевич, волостным писарем — Олеферевский Николай Евлампиевич, председателем волостного суда — Гузенко Филипп Акимович.